# Ритуалът
„Ритуалът“ (на английски: The Rite) е свърхестествен филм на ужасите от 2011 година на Микаел Хофстрьом, по сценарий на Майкъл Петрони, базиран по книгата на Мат Багило. Във филма участват Антъни Хопкинс, Колин О'Донахю, Алис Брага, Киърън Хайндс и Рютгер Хауер. Заснет в Рим, Будапеща, Блу Айланд, пуснат е на 28 януари 2011 г. и печели 32 милиона щатски долара.